# Olga Čuříková
Olga Čuříková (30. prosince 1932 – 17. března 2016 Praha) byla dlouholetá česká televizní a rozhlasová moderátorka a dramaturgyně.

## Život
V někdejší Československé televizi mnoho let uváděla pravidelný televizní pořad pro mládež Vlaštovka, známá je i z účinkování v soutěžním televizním pořadu Pokus pro dva, který moderovala na přelomu 60. a 70. let 20. století společně s Eduardem Hrubešem. V roce 1972 musela z politických důvodů z Československé televize odejít, až do roku 1990 pak působila pak jako konferenciérka a moderátorka v pražském Divadle hudby Lyra Pragensis. Na televizní obrazovky se vrátila moderováním pořadu pro seniory Barvy života. Jejím manželem byl herec Jiří Pleskot (1922–1997). Vzali se spolu po patnáctileté známosti. K sňatku je v roce 1974 přiměla Jiřina Jirásková, její přítelkyně a bývalá žena Jiřího Pleskota.